# Partido Comunista do Irã
O Partido Comunista do Irã (PCI; em persa: حزب کمونیست ایران) é um partido comunista iraniano fundado em 2 de setembro de 1983. Possui um braço armado e sua base de filiados é predominantemente curda. O PCI atua em todas as áreas industrializadas do Irã.

## História
O Partido Comunista do Irã foi fundado em 1983, no Curdistão iraniano. Sua formação foi resultado da fusão entre o Partido Komala do Curdistão Iraniano [en], de orientação marxista-leninista, e outras três organizações iranianas de esquerda: Sahand, União dos Militantes Comunistas [en] (EMK), e uma facção da Peykar. Antes da fusão, o Komala era considerado um partido estritamente maoísta. Contudo, o PCI passou a criticar Mao enquanto revolucionário, afirmando que ele cometeu muitos erros entre as décadas de 1950 e 1970. O partido se opõe ao governo da República Islâmica do Irã [en]. O PCI também rejeita as políticas do Partido Tudeh do Irã [en], formado no final da década de 1950, especialmente por conta do apoio dado pelo Tudeh aos xás do Irã e ao regime do aiatolá Khomeini.
O partido sofreu uma cisão em 1991, quando o antigo líder do partido, Mansoor Hekmat, formou o Partido Comunista dos Trabalhadores do Irã [en] devido ao dissenso sobre temas relacionados ao nacionalismo de esquerda.

## Objetivos políticos
O PCI defende a ampliação dos direitos civis, políticos e sociais no Irão, bem como a melhoria das leis trabalhistas e das proteções para a classe trabalhadora.
O partido tem representações na Alemanha (Colônia e Frankfurt), Finlândia, Suécia (Gotemburgo e Estocolmo), Noruega, Dinamarca (Copenhague), Reino Unido (Londres), Austrália e Canadá (Toronto).

## Estrutura partidária
Ao contrário de outros partidos comunistas, o PCI não é organizado com base no centralismo democrático. O partido é descentralizado e geralmente seus dirigentes [en] atuam de forma autônoma.